# Bord de mer
Pour plus de détails, voir Fiche technique et Distribution.
Bord de mer est un  film français réalisé par Julie Lopes-Curval, sorti en 2002.

## Synopsis
Bord de mer suit le trajet de plusieurs personnes, pendant les saisons, dans une station balnéaire de la baie de Somme. Marie, la petite amie du sauveteur en mer, travaille à l'usine comme trieuse de galets. On rencontre la famille du sauveteur, des amis, le patron de Marie, des gens qui se connaissent parfois depuis l'enfance. Une comédie dramatique douce-amère qui voit ses personnages s'entrecroiser dans un quotidien local souvent insatisfaisant mais pouvant changer.

## Fiche technique
- Titre : Bord de mer
- Réalisation : Julie Lopes-Curval
- Scénario : Julie Lopes-Curval et François Favrat
- Production : Alain Benguigui
- Musique : Christophe Chevalier et Nicolas Gerber
- Photographie : Stephan Massis
- Montage : Anne Weil
- Pays d'origine :  France
- Format : couleurs - Dolby
- Genre : drame
- Durée : 90 minutes
- Date de sortie : France : 4 décembre 2002

## Distribution
- Bulle Ogier : Rose
- Ludmila Mikaël : Anne
- Hélène Fillières : Marie
- Jonathan Zaccaï : Paul
- Patrick Lizana : Albert
- Liliane Rovère : Odette
- Emmanuelle Lepoutre : Albertine
- Fabien Orcier : Jacquot
- Jauris Casanova : Pierre
- Audrey Bonnet : Lilas
- Jean-Michel Noirey : Robert
- Jacqueline Carpentier : Denise
- Alexandra Mercouroff : Lucille
- Antonia Ortu : La serveuse au bar
- Nathalie Pannel : La femme notable
- Séverine Hulin : Une ouvrière
- Gwénaël Le Martret : Une ouvrière
- Pierre-Antoine Ortu : Le patron
- Jack Duponchelle : Blanchard
- Sophie Laloy : La maquilleuse
- Josette Ferriere : La vieille dame

## Distinctions
- Caméra d'or au Festival de Cannes 2002
- Festival du film de Châtenay-Malabry 2002 : Prix du Public

## Autour du film
- Le film a été tourné en partie à Cayeux-sur-Mer[1].